# Discografia di Alice
La discografia di Alice per il mercato italiano è composta da 22 album, di cui 2 dal vivo, 25 raccolte (di cui solo 4 ufficiali) e 38 singoli. Dices que he sido infiel, versione spagnola del brano Io voglio vivere destinata al mercato spagnolo, porta il totale dei singoli a 39. Inizialmente usò il suo vero nome, Carla Bissi, per poi usare dal 1975 un nome d'arte, "Alice Visconti", che semplificò in "Alice" dal 1980.
Ha pubblicato in diversi paesi del mondo, ottenendo un particolare riscontro in Giappone e Germania dove, in quest'ultimo paese, ha ottenuto un successo addirittura maggiore che in Italia, tanto da vincere, nel 1987, il premio della critica e il Golden Europa per i successi ottenuti in Germania.
La carriera discografica si può suddividere nelle seguenti fasi:
- Il periodo iniziale, con il suo vero nome Carla Bissi, dal 1972 al 1974;
- Il periodo CGD, inizialmente con lo pseudonimo "Alice Visconti" e poi definitivamente solamente come "Alice", dal 1975 al 1979;
- Il periodo EMI/Warner, sempre con lo pseudonimo Alice, dal 1980 in poi.

## Singoli

### Come Carla Bissi
- 1972 - Il mio cuore se ne va/Un giorno nuovo
- 1972 - La festa mia/Fai tutto tu
- 1972 - La festa mia/Fai tutto tu (seconda copertina)
- 1973 - Il giorno dopo/Vivere un po' morire un po'

### Come Alice Visconti
- 1975 - Io voglio vivere/Sempre tu sempre di più

### Come Alice
- 1976 - Piccola anima/Mondo a matita
- 1976 - Dices Que He Sido Infiel
- 1977 - Un'isola/Alberi
- 1978 - ...e respiro/Un fiore
- 1980 - Il vento caldo dell'estate / Sera
- 1981 - Per Elisa / Bael
- 1981 - Per Elisa / Non devi avere paura
- 1981 - Una notte speciale/Senza cornice
- 1982 - Messaggio / La mano
- 1982 - A cosa pensano/Principessa
- 1982 - Chan-son égocentrique / Azimut
- 1983 - Il profumo del silenzio / Solo un'idea
- 1983 - Carthago / Una sera di Novembre
- 1984 - I treni di Tozeur / Le biciclette di Forlì
- 1984 - Zu nah am feuer / Osanna
- 1985 - Prospettiva Nevski / Mal d'Africa
- 1985 - Prospettiva Nevski / Luna Indiana
- 1985 - Summer on a solitary beach / Mal d'Africa
- 1985 - Luna indiana / Un'altra vita
- 1986 - Nomadi / Segni nel cielo
- 1986 - Conoscersi / Volo di notte
- 1987 - The fool on the hill / Il vento caldo dell'estate
- 1989 - Visioni / Il sole nella pioggia
- 1992 - In viaggio sul tuo viso
- 1995 - Non ero mai sola
- 1996 - Dammi la mano amore
- 1998 - Open your eyes
- 1999 - I am a taxi
- 2000 - Il giorno dell'indipendenza
- 2004 - Come un sigillo
- 2012 - Nata ieri
- 2012 - Orientamento
- 2014 - Tante belle cose (feat. Paolo Fresu)
- 2014 - Da lontano (feat. Luca Carboni & Paolo Fresu)

## Album in studio

### Come Alice Visconti
- 1975 - La mia poca grande età
- 1978 - Cosa resta... un fiore

### Come Alice
- 1980 - Capo Nord
- 1981 - Alice
- 1982 - Azimut
- 1983 - Falsi allarmi
- 1985 - Gioielli rubati
- 1986 - Park Hotel
- 1987 - Elisir
- 1988 - Mélodie passagère
- 1989 - Il sole nella pioggia
- 1992 - Mezzogiorno sulle Alpi
- 1995 - Charade
- 1998 - Exit
- 1999 - God Is My DJ
- 2000 - Personal Juke Box
- 2003 - Viaggio in Italia
- 2012 - Samsara
- 2014 - Weekend
- 2022 - Eri con me

## Album dal vivo
- 2009 - Lungo la strada
- 2016 - Live in Roma (Franco Battiato e Alice)

## Raccolte
- 1979 - Mi chiamo Alice
- 1984 - Alice ufficiale
- 1986 - Alice Best of ufficiale[2]
- 1988 - Kusamakura (Giappone) ufficiale
- 1994 - Il vento caldo dell'estate (album)
- 1995 - Viaggiatrice solitaria ufficiale
- 1997 - Alice canta Battiato
- 1998 - I primi passi (con Fiorella Mannoia)
- 2000 - I grandi successi di Alice (Paesi Bassi)
- 2001 - Collezione
- 2003 - Le signore della canzone
- 2004 - Made in Italy
- 2005 - Studio Collection
- 2005 - The Best of Alice
- 2006 - Le più belle canzoni di Alice
- 2006 - Le più belle canzoni di Alice
- 2006 - Collezione Italiana
- 2006 - D.O.C.
- 2006 - The Best Of - Platinum
- 2007 - Solo grandi successi. Alice
- 2008 - Per Elisa. The Capitol Collection
- 2009 - Made in Italy (Nuova versione)
- 2011 - The Platinum Collection ufficiale
- 2012 - Alice - Essential